# 月夜を往け
「月夜を往け」（つきよをゆけ）は、佐野元春48作目のシングル。2004年5月19日にEpic Records/M's Factoryから発売された。

## 概要
前作「君の魂 大事な魂」から5ヶ月振りに発売されたシングルで、本作を以て、24年間在籍したEpic Recordsからの最後の作品となり、レーベルゲートCD2で発売された。
「月夜を往け」は、アルバム『THE SUN』収録バージョンと異なる。
カップリング曲の「99ブルース (H.K.B. Version)」は、前作「ナポレオンフィッシュと泳ぐ日」に続き、The Hobo King Bandによる演奏で、1986年に発売アルバム『Café Bohemia』に収録されている楽曲のセルフカバー。

## 収録曲
- 全作詞・作曲・編曲：佐野元春

1. 月夜を往け
2. 99ブルース (H.K.B. Version)